# Manité
Manité var en bildbyrå och fotografiskt kollektiv som verkade mellan 1962 och 1967 i Oslo. Manité skapades av fotograferna Arild Kristo, Dan Young och Robert A Robinson.
Inspirerad av Magnum, grundat av bland andra Henri Cartier-Bresson och Robert Capa ville Manité uppmärksamma fotografens speciella arbetssituation och otrygghet i en bransch där man oftast jobbade var och en för sig. Bildbyrån Manité betonade bilden av människan i det sociala sammanhanget genom sin fotojournalistik i projekt som Manfred vid muren (Kristo) och Sylvia Becker (Robinson). Verksamheten dokumenterades av Eva Klerck-Gange i boken Manité 1962–1967: Arild Kristo, Robert A. Robinson, Dan Young, publicerad på Spartacus förlag i samarbete med Museet for Samtidskunst i Oslo (ISBN 978-8243001169).